# Ctenosaura pectinata
Ctenosaura pectinata är en ödleart som beskrevs av Wiegmann 1834. Ctenosaura pectinata ingår i släktet Ctenosaura och familjen leguaner. Inga underarter finns listade i Catalogue of Life.
Arten förekommer i västra och centrala Mexiko samt på tillhörande öar i Stilla havet. Ctenosaura pectinata introducerades i USA i Florida och Texas.